# Трапани

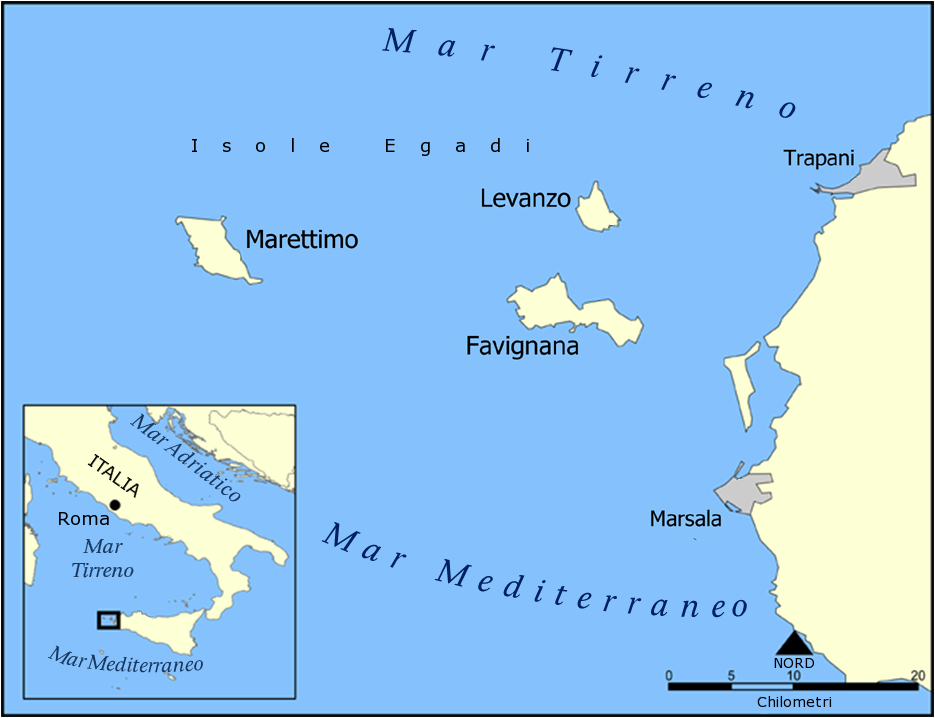
Трапани, Марсала и Эгадские острова

Тра́пани (итал. Trapani, сиц. Tràpani) — коммуна в Италии, административный центр одноимённой провинции области Сицилия.
Население составляет 70 654 человек (2010 г.), плотность населения составляет 260 чел./км². Занимает площадь 272 км². Почтовый индекс — 91100. Телефонный код — 0923.
Покровителями коммуны почитаются Мадонна Трапани (Madonna di Trapani), празднование 7 и 16 августа, и святой Альберт дельи Абати (итал. Sant’Alberto degli Abati).
В 250 году до нашей эры близ города произошло морское сражение между римским и карфагенским флотами (Битва при Дрепане).

## Демография
Динамика населения:

## Города-побратимы
- Констанца, Румыния
- Ле-Сабль-д’Олон, Франция
- Эперне, Франция
- Виннипег, Канада

## Трапани в популярной культуре
В Трапани происходят события первой части известного итальянского телесериала «Спрут».

## Известные личности
- Джентиле, Джованни (1875—1944) — философ, теоретик итальянского фашизма. Убит партизанами в 1944 году.
- Джузеппе Осорио Аларкон (1697—1763) — политический и государственный деятель, дипломат.
- Родолико, Никколо (1873—1969) — учёный-историк, учитель итальянского языка.

## Администрация коммуны
- Официальный сайт: http://www.comune.trapani.it/